# Queen Anne's Revenge
Pour les articles homonymes, voir Concorde.
La Concorde est un voilier frégate trois-mâts de marine marchande française du XVIIIe siècle, qui a servi de navire négrier avant de devenir le célèbre navire Queen Anne's Revenge du pirate Barbe Noire en 1717. Son lieu de naufrage en 1718 au large de Beaufort en Caroline du Nord est classé registre national des lieux historiques.

## Histoire

### Navire négrier
Cette frégate-pinasse trois-mâts de 300 tonneaux et 40 canons est utilisée pour le commerce triangulaire de la marine marchande française, pour le compte de l'armateur nantais René Montaudouin. Son lieu de construction est controversé. Elle aurait été construite en 1710 par l'arsenal de Rochefort en Charente-Maritime, ou bien par la Royal Navy en Angleterre, sous le nom de Concord, avant d'être capturée aux anglais par des corsaires français.

### Barbe Noire

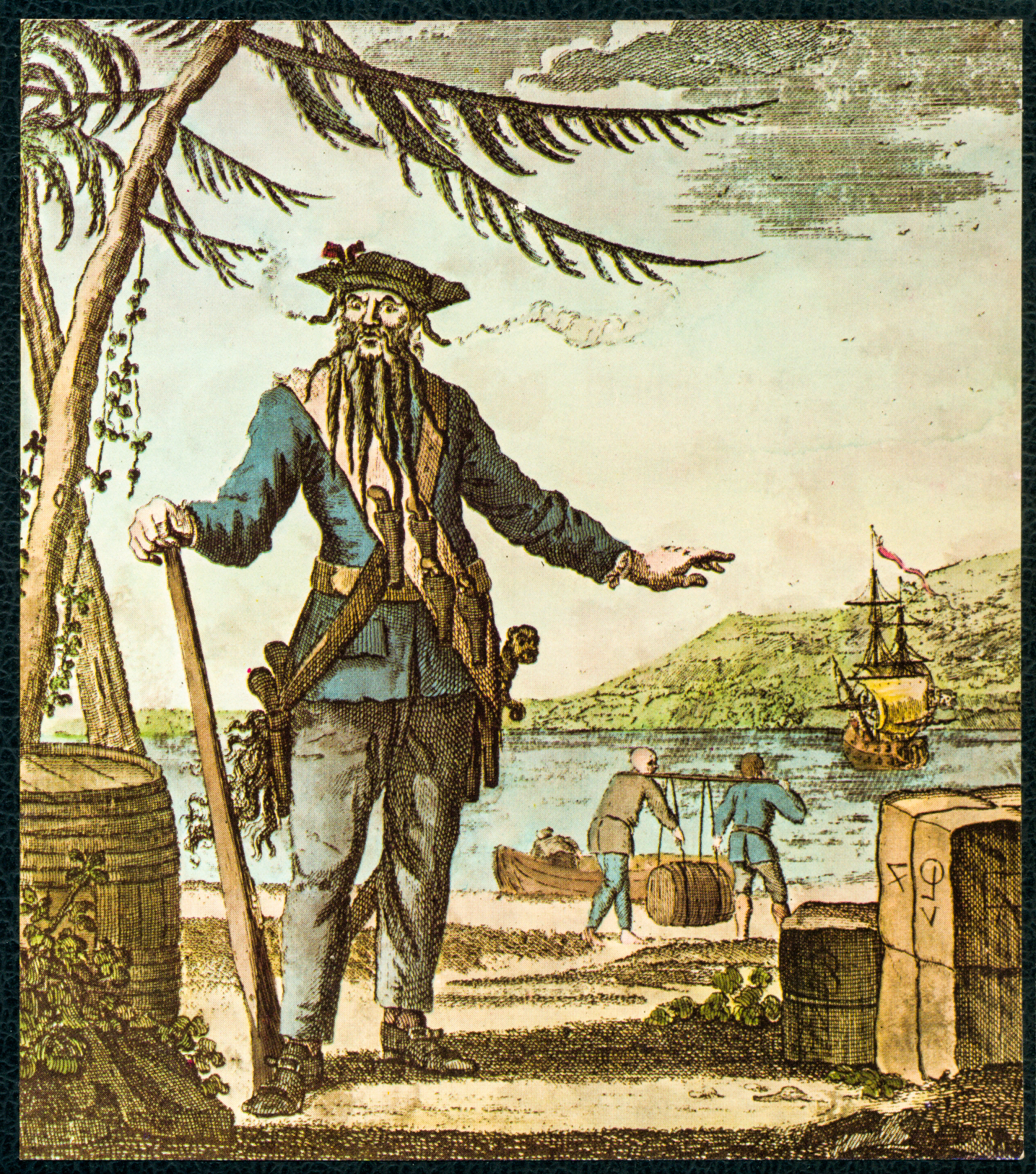
Le pirate anglais Barbe Noire

Les corsaires-pirates anglais Benjamin Hornigold et Barbe Noire s'en emparent le 28 novembre 1717, et la renomment Queen Anne's Revenge (La Vengeance de la reine Anne de Grande-Bretagne, en rapport à la deuxième guerre intercoloniale, Queen Anne's War). Barbe Noire écume alors avec ce navire la République des Corsaires de l'Âge d'or de la piraterie de la mer des Caraïbes et des côtes américaines. Il l'utilise pour faire le blocus de Charleston en Caroline du Sud et le perd en mai 1718 lors d'un échouement au large de Beaufort en Caroline du Nord.

### Épave sous-marine
En mars 2009, une équipe d'archéologues du bureau d'archéologie d'État de Caroline du Nord annonce avoir découvert ce qu'elle pense être les restes du Queen Anne's Revenge. L'identification du navire est notamment étayée par la poudre d'or découverte dans les décombres. Toutefois, Jean Soulat, archéologue spécialiste des pirates, affirme que cette découverte a été réalisée en 1997. Les archéologues découvrent dans le navire 250 000 balles pour pistolets et fusils. L'ancre du navire est remontée à la surface le 27 mai 2011. 
Le 4 septembre 2011, les autorités de Caroline du Nord annoncent la confirmation que le navire retrouvé est bien le Queen Anne's Revenge, fait confirmé en 2017, ainsi que le 7 février 2022 par le Département des ressources culturelles de la Caroline du Nord, après examen des éléments mis à leur disposition.
Ce site de plongée sur épave et d'archéologie sous-marine est depuis un des hauts-lieux de recherche du trésor légendaire de Barbe Noire,,.

## Au cinéma

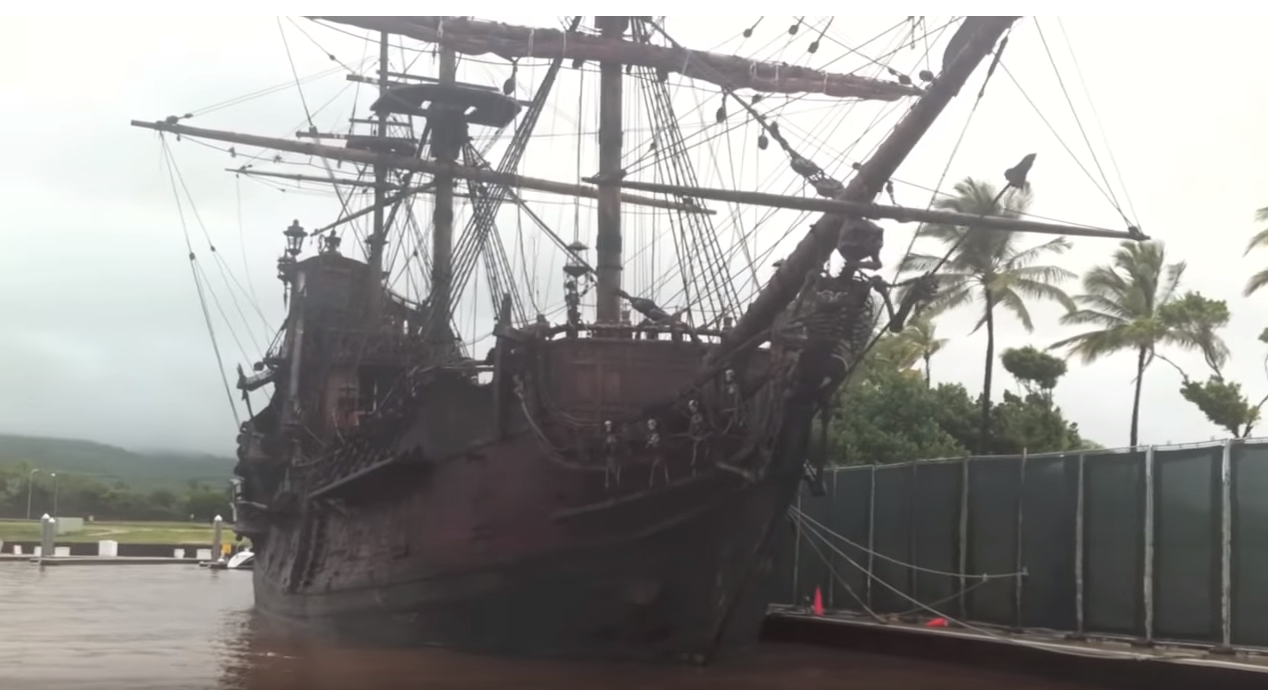
Reconstitution du film Pirates des Caraïbes : La Fontaine de Jouvence de 2011, de la saga Pirates des Caraïbes

- Reconstitution du film Pirates des Caraïbes : La Fontaine de Jouvence de 2011, de la saga Pirates des Caraïbes2011 : Pirates des Caraïbes : La Fontaine de Jouvence, de Rob Marshall (4e film de la saga Pirates des Caraïbes). Un trois-mâts de sinistre apparence aux voiles noires et déchiquetées, bardé de canons, décoré d'os humains et muni d'une figure de proue lançant du feu grégeois[10].
- 2017 : Pirates des Caraïbes : La Vengeance de Salazar, de Joachim Rønning (5e film de la saga Pirates des Caraïbes).

## Télévision
- 2006 : Le Trésor de Barbe-Noire, téléfilm de Kevin Connor
- 2014 : Black Sails, série télévisée américaine.

## Littérature
- 2007 : La Mer des monstres,  deuxième tome de la série littéraire Percy Jackson. Les demi-dieux Percy et Annabeth l'utilisent pour s'échapper de l'île de Circé.
- 2010 : Barbe Noire: et le négrier La Concorde, Jacques Ducoin (histoire du bateau)
- 2014 : L'Archange des Caraïbes, roman de Dominike Audet, sous le pseudonyme de Miss Elizabeth.

## Jeux vidéo
- 2013 : Assassin's Creed IV Black Flag